# Jahii Carson
Jahii Karanja Carson (Mesa, 31 agosto 1992) è un cestista statunitense.

## Carriera
Con la Nazionale Under-19 statunitense ha partecipato ai Mondiali 2011 di categoria.

## Palmarès
- NBL Canada Newcomer of the Year (2017)